# Nordzucker

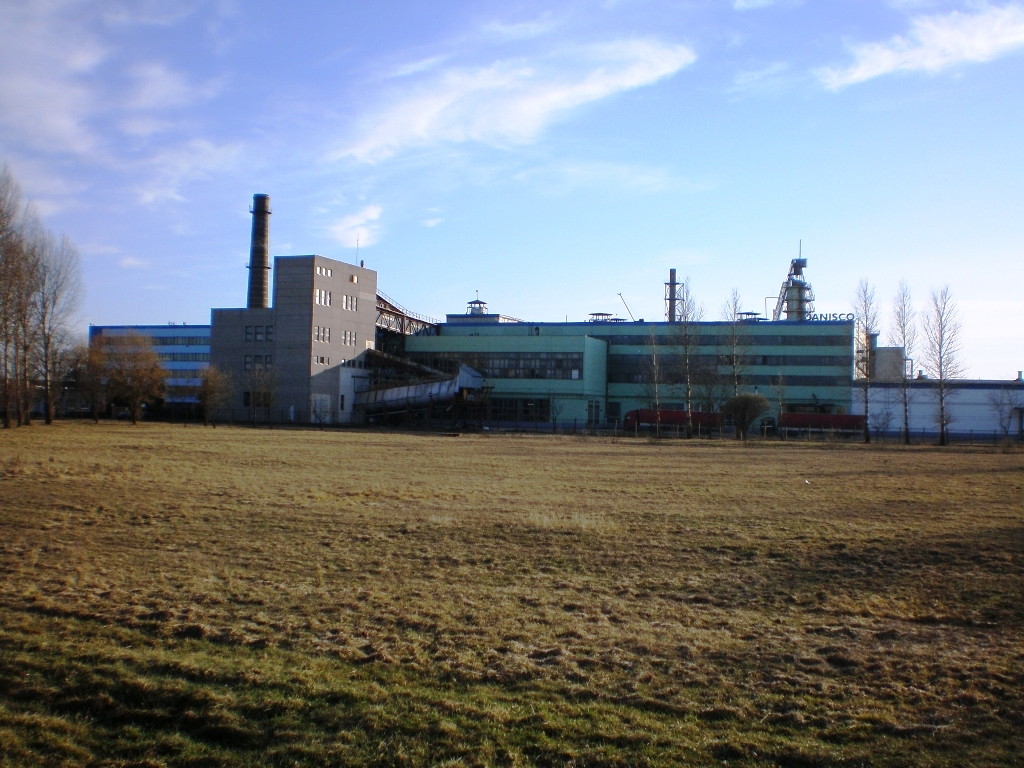
Nordzuckers anläggning i Kėdainiai i Litauen

Nordzucker AG är ett tyskt livsmedelsföretag, som är ett av de två största sockertillverkarna i Europa.
Förutom socker tillverkar Nordzucker djurfoder och bioetanol av sockerbetor. 
Företagets historia går tillbaka till 1838, då sockerbruket i Klein Wanzleben i Sachsen-Anhalt grundades.
Nuvarande företag bildades 1997 genom sammanslagning av Zuckerverbund Nord AG i Braunschweig och Zucker-AG i Uelzen till Uelzen-Braunschweig AG. 
Nordzucker expanderade 1999–2003 i Östeuropa genom företagsförvärv i Polen och Slovakien. År 2009 köptes danska Nordic Suger A/S (tidigare Danisco Sugar med sockerfabriker i Danmark, Sverige, Finland och Litauen. I Sverige ingår i koncernen Örtofta sockerbruk och i Finland ett sockerbruk i Säkylä och ett raffinaderi i Kantvik. 
Nordzucker-gruppen köpte 2019 en 70%-ig andel i australiska Mackay Sugar Ltd.